# Tamara Dobson
Tamara Dobson (14 de mayo de 1944 - 2 de octubre de 2006) fue una actriz y modelo estadounidense. Nació en Baltimore (estado de Maryland).
Estudió en el Maryland Institute College of Art (Instituto Universitario de Arte de Maryland), donde obtuvo su título en ilustración de modas.
Con el tiempo se convirtió en modelo de la revista Vogue.
Dobson medía 1,88 m.
Hizo algunas películas en Hollywood, pero fue más conocida por sus papeles en las películas de blaxploitation (black exploitation: para el consumo del público negro), es decir, películas de bajo presupuesto destinadas mayormente al público negro —un gran consumidor de cine, especialmente después del final del apartheid en EE. UU., a fines de los años sesenta—, donde los protagonistas eran negros.
En 1973 Dobson protagonizó Cleopatra Jones, y en 1975 la secuela Cleopatra Jones y el Casino de Oro.
Estas dos películas la convirtieron en la segunda principal actriz de ese género: la más conocida era Pam Grier (1949–).
Según informes de prensa, Dobson murió el 2 de octubre de 2006 en Baltimore (Maryland) debido a complicaciones de la neumonía y esclerosis múltiple, según comentó su hermano, Peter Dobson.
La mayoría de los obituarios declararon que tenía 59 años de edad, pero según el Seguro Social falleció a los 62 años de edad.

## Filmografía
Apareció en comerciales en televisión para el perfume Tigress (de Fabergé) y Charlie (de Revlon).
- 1972: Come back, Charleston Blue (Dobson no es mencionada en los créditos).
- 1972: Fuzz (Dobson es mencionada sólo como Tamara), como Rochelle.
- 1973: Cleopatra Jones, como Cleopatra Jones.
- 1975: Cleopatra Jones and the Casino of Gold, como Cleopatra Jones.[3]
- 1976: Norman... is that you?, como Audrey.
- 1977: Sanford and son (un episodio: «When John comes marching home», no mencionada en los créditos), como Charlie.
- 1977: Murder at the World Series (televisión), como Lisa.
- 1978-1979 Jason of Star Command (serie de televisión), como Samantha.[4]
- 1980: Buck Rogers en el siglo XXV (serie de televisión), como la Dra. Delora Bayliss, en el episodio «Feliz cumpleaños, Buck».[5]
- 1983: Chained heat, como Dutchess.[6]
- 1984: Amazons (televisión), como Rosalund Joseph.